# Hypocoena orientalis
Hypocoena orientalis är en fjärilsart som beskrevs av Augustus Radcliffe Grote 1882. Hypocoena orientalis ingår i släktet Hypocoena och familjen nattflyn. Inga underarter finns listade i Catalogue of Life.